# آدام الیک
آدام الیک (انگلیسی: Adam B. Ellick) خبرنگار نیویورک تایمز است.
در تابستان سال ۲۰۰۹، آدام الیک یک فیلم مستند در مورد ملاله یوسف‌زی را تهیه نمود